# خوجه قورغان
خوجه قورغان هي بلدة في مقاطعة قزل تبه في ولاية نواوي في أوزبكستان.